# Vyrlook
El vyrlook  (ucraïnès: вирлоок, vyr·lo·ok, 'ull sortit') és una criatura mítica d'un sol ull del folklore eslau oriental. Majoritàriament es troba a les rondalles del folklore ucraïnès i en menor grau del belarús.
El vyrlook es representa com un ésser gegant d'un sol ull, molt sortit, cobert d'un dens pelatge, amb espatlles amples i que porta un bastó. Viu al bosc. En els contes de fades, es descriu com un assassí i destructor que arrasa amb tot el que es troba en el seu camí.
En els contes de fades, les persones, els animals i els objectes inanimats sovint s'uneixen contra ell. Després de la mort del monstre, l'encanteri malvat desapareix i totes les seves víctimes ressusciten.